# Mycetagroicus inflatus
Mycetagroicus inflatus là một loài kiến which được khám phá on 2005-09 bởi R.R. Silva & R. Feitosa in Brasil và được mô tả bởi Brandao, C. R. F. & Mayhe-Nunes, A. J. năm 2008.